# Matronae Alaferhviae
Die Alaferhviae sind Matronen, die durch mehrere Weiheinschriften des 2./3. Jahrhunderts aus Altdorf, Gohr, Pattern und aus Eschweiler überliefert sind.

## Auffindungen und Inschriften
Die Funde der Matronensteine für die Alaferhviae teilen sich auf, in drei Altfunde des 19. Jahrhunderts und gut vierzehn neugefundenen Steinen aus einem Heiligtum aus Eschweiler. Die Funde konzentrieren sich in den benachbarten Kreisen Aachen und Düren im westlichen Bereich des Hauptgebiets der Matronenverehrung in der Germania inferior. Die Stifter zeichnen sich häufig durch die bestimmte Art der Nachbildung der römischen Namengebung bei den Beinamen und Gentilnamen, beziehungsweise sogenannte Pseudogentilizen, als einheimische romanisierte Germanen aus.

### Fundort Pattern
Die Inschrift aus Pattern wurde zusammen mit einem zweiten Inschriftenstein als Verbauung in einer Innenwand des Herrenhauses einer landadeligen Familie von Aar im frühen 17. Jahrhundert entdeckt und später der Gemeinde Lammersdorff geschenkt. August Oxé ergänzt eingangs die Digraphen MP zu [Ny]mp(his) mit Verweis auf die Inschriften CIL 13, 8521 und 8522.

„]MP Alapherh(a)vis [3] / [3] Corn(elius) Veru[s] / Tacitus ex [3] / l(ibens) m(erito)“

### Fundort Altdorf
Die Inschrift aus Altdorf steht auf einer Platte, deren linker und oberer Rand erhalten ist, der rechte und untere abgebrochen. Die Platte oben wie eine Bank- oder Sofalehne etwas zurückgewölbt. Die ausgeführte Wölbung ist ursprünglich, denn die oberste Zeile steht schon in der Biegung.

„Alaferhuiab[us 3] / Severus pro s[e et suis ex imp(erio?)] / ipsaru[m v(otum) s(olvit) l(ibens) m(erito?)]“

### Fundort Gohr
In Gohr stammt schlichter rechteckiger Altar mit Sockel und Aufsatz mit fünfzeiliger Inschrift.

„Alafer/huiabus / Hristo / Haleni / v(otum) s(olvit) l(ibens) m(erito)“

Der Stifter „Hristo“ trug einen einheimischen, germanischen Namen mit Hr- (χ) Anlaut. Die Graphie germanisch hr- führt lautgesetzlich indogermanisch kr- fort; dadurch stellt sich der Name unzweifelhaft als germanisch dar (siehe der Mercurius-Beiname „Hranno“). Ebenso germanisch ist der Name des Vaters des Hristo, Halenus.

### Fundort Eschweiler
Aus Eschweiler-Fronhoven stammen die zahlenmäßig meisten Belege aus einem bei der Erschließung des Braunkohletagebaugebiets Zukunft-West 1980 neugefundenen Matronenheiligtum. Dort wurden neben den Steinen für die Alaferhviae zwölf Votivsteine für die bisher unbekannten Amfratninae gefunden.

## Beiname und Deutung
Der germanische Beiname wird aus zwei Gliedern mit den Stämmen „Ala“ und „ferha“ und Suffix gebildet. Das durchsichtige Erstglied Ala- = „Ganz, vollständig“ ist ein häufigeres Bildungselement einiger germanischer Götternamen wie Alagabiae, Alaisiagae, Alateivia mit einer segenspendenden Funktion. Das inschriftliche „Ala“ gilt als archaisierende Form zu üblichen „Alla“.
Siegfried Gutenbrunner deutet Zweitglied -ferh(u)iae unter Bezug von althochdeutsch ferh, altenglisch feorh = „Leben“ oder auch zu altsächsisch firihos = „Menschen“. Gutenbrunner und Günter Neumann deuten den Namen als Matrone „die alle Lebenskraft besitzen, gewähren“.
Gegen Gutenbrunner sieht Helmut Birkhan es naheliegender für das Zweitglied einen Bezug zur Baummotivik, beziehungsweise zum topischen Charakter der überwiegenden Zahl der Matronenbeinamen in Betracht zu ziehen und stellt es zu althochdeutsch fereheih, langobardisch fereha = „Eiche“ und zu altnordisch fjorr = „Baum, Mann“ aus indogermanisch *perkus. Birkhan vergleicht die Alaferhviae mit einem „Baumnamen“ wie es der Beiname der Ala-terv(i)ae zeigt, für die er ebenfalls gegen Gutenbrunner (zu germ. *terwa- = „fest, treu“) germanisch *terua- = „Baum,Wald“ ansetzt und mit dem Ethnonym der Terwingen vergleicht.
Theo Vennemann leitet hingegen den Namen von einem Ortsnamen aus dem Raum Eschweiler vom antiken Namen von Verken (Ferquum) ab und konstruiert Ala+ferqiw-ae. Zudem leitet er die Variante in eigener Lesung aus der Inschrift von Pattern „Alaphierhuiae“ von *Perhuum = „Pier“ (Inden-Pier) ab.